# Шово-Лагард, Клод Франсуа
Клод Франсуа Шово-Лагард (фр. Claude François Chauveau-Lagarde; 21 января 1756, Шартр — 19 февраля 1841, Париж) — французский юрист и политический деятель, один из крупнейших юристов-роялистов Франции рубежа XVIII и XIX веков.

## Биография
Был известным адвокатом ещё до Великой Французской революции, однако по-настоящему широко известен стал после 1789 года. Был адвокатом королевы Марии-Антуанетты, потом защищал принцессу Елизавету, сестру Людовика XVI; об этих процессах он написал впоследствии «Notice historique sur le procès de Marie Antoinette et de M-me Elisabeth» (Париж, 1816). Он защищал также Шарлотту Корде, Бриссо и многих других консервативных или умеренных деятелей эпохи революции, подвергшихся преследованию со стороны господствовавшей партии; участвовал в процессах в Париже, Лионе, Марселе, Реймсе, Страсбурге и других городах Франции, получив известность как талантливый и убедительный оратор. После начала Террора защищал жирондистов.
Незадолго до падения Робеспьера после принятия закона 22 прериаля II года Республики в 1794 г. он оставил практику и отправился в родной город, где сам был арестован и спасся от казни только благодаря перевороту 9 термидора, после чего вернулся к практике и продолжил защищать известных людей. При Наполеоне он продолжал свою адвокатскую деятельность, но так как он был умеренным сторонником Наполеона, то она потеряла свой систематически оппозиционный характер. В 1828 г. был назначен советником кассационного суда и эту должность сохранил до смерти. Был похоронен на кладбище Монпарнас.

## В кино
- «Австрийка (фильм)» (1989)